# Діляра Кязімова
Діляра Кязімова (азерб. Dilarə Kazımova; нар. 20 травня 1984, Баку, Азербайджанська РСР, СРСР) — азербайджанська співачка, яка представляла Азербайджан на конкурсі пісні «Євробачення 2014», з піснею «Start a Fire».

## Походження та навчання
Діляра Кязімова народилася 20 травня 1984 року в Баку. Закінчила Бакинську музичну академію імені Узеіра Гаджибекова за спеціальністю вокаліста. Виступала в оперній групі Баку. Також Діляра отримала другу освіту в гімназії мистецтв. Крім цього, Діляра виступала у складі груп «Unformal» та «Milk & Kisses» (дві колишні учасниці «Unformal»). У складі групи «Milk & Kisses» у 2010 році Діляра Кязімова виступила на дебютному для Азербайджану конкурсі «Нова хвиля».

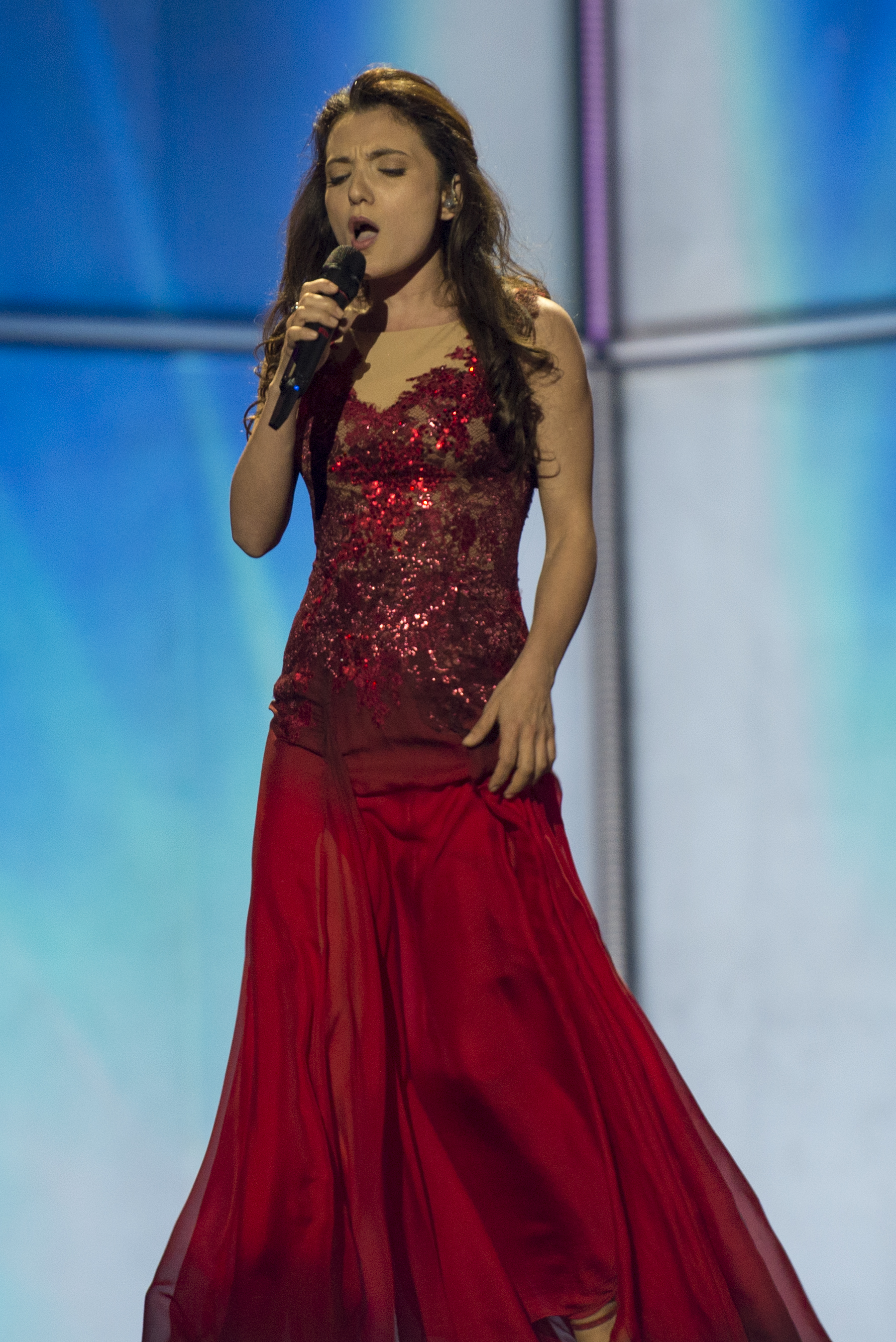
Діляра Кязімова на Євробаченні 2014

## Кінокар'єра
Крім кар'єри співачки, Діляра Кязімова знімалася в кіно. У 2006 році вона зіграла у фільмі головну роль Аліни Абдуллаєвої «Постарайся не дихати» (партнером Діляри у фільмі був народний артист Азербайджану Фахраддін Манафов). У 2007 році, будучи вокалісткою рок-групи «Unformal», Діляра Кязімова знялася у фільмі Саміра Кярімогли «Чистилище» (азерб. Sirat körpüsü). Також варто відзначити, що саундтреком фільму була пісня гурту «Sonzul yol».

## Участь у пісенних конкурсах
У 2008 (у складі «Unformal») та 2010 (у складі «Milk & Kisses») роках Діляра Кязімова брала участь у національних відбіркових турах пісенного конкурсу Євробачення, але не була відібрана, щоб представити свою країну на конкурсі. Нарешті, в 2014 році Кязімова стала переможницею конкурсу «Велика сцена», чим заслужила право представити Азербайджан на пісенному конкурсі Євробачення 2014, де на фінальному етапі посіла 22 місце.
Так само, в 2014 році Діляра Кязімова стала учасницею проекту «Голос країни» телеканалу «1+1». Вона успішно пройшла попередній відбір і потрапила в команду до Святослава Вакарчука, виконавши пісню гурту «Океан Ельзи» — «Без бою». Крім того, в цей день перед суддями вона виконала азербайджанською мовою уривок із народної пісні «Сари Гелін»). Вона змогла подолати і наступний раунд, де в дуеті з іншою учасницею виконувала пісню «Beggin'» групи Madcon.
Діляра викладає кліпи і бекстейджі на свій YouTube-канал.

## Фільмографія
- 2006 — Постарайся не дихати — дівчина
- 2007 — Чистилище[az] — Ділячи